# 6월 26일
6월 26일은 그레고리력으로 177번째(윤년일 경우 178번째) 날에 해당한다.

## 사건
- 1284년 - 하멜른의 피리 부는 사나이의 모티브가 된 실제 사건인 하멜른의 아이 130명이 사라졌다고 추정하는 날이다.
- 1541년 - 잉카 제국을 정복한 프란시스코 피사로가 피살되었다.
- 1830년 - 윌리엄 4세가 영국과 하노버의 국왕으로 즉위했다.
- 1843년 - 난징 조약에 따라 홍콩섬이 영국에 할양되었다.
- 1862년 - 미국 남북전쟁, 반도전역 남군, 북군에 대해 반격 개시. 남군의 A.P.힐이 제일 먼저 전투를 개시했으며 치카호미니 강을 도하, 미케닉스빌로 진격하였다.
- 1926년 - 한국의 독립운동가 여운형이 광동에서 한인혁명군을 조직했다.
- 1949년 - 한국의 독립운동가 김구가 안두희에게 저격당하였다.
- 1950년 - 개성, 문산 전투와 고랑포 전투가 끝났다.
- 1953년 - 일본인들이 미국 선박으로 위장한 배를 타고 독도를 점거했다.
- 1960년 - 마다가스카르가 독립했다.
- 1982년 - 국제 연합이 레바논에 주둔한 이스라엘군의 전면 철수를 결의했다.
- 1987년 - 대한민국에서 6·26 국민평화 대행진이 일어났다.
- 2000년 - 교황 요한 바오로 2세가 파티마 제3의 비밀 내용을 공개했다.
- 2008년 - 조선민주주의인민공화국이 중국에 핵 신고서를 제출했다. 이에 미국은 조선민주주의인민공화국에 대한 테러 지원국 해제를 의회에 통보하였으며 적성국교역법이 종료되었다.
- 2012년 - 게임 냥코대전쟁 일본판이 서비스를 시작했다.
- 2014년 - 조선민주주의인민공화국이 강원도 원산시 북쪽 동해상에서 단거리 미사일 3발을 발사하였다, 게임 냥코대전쟁 한국판이 서비스를 시작했다.
- 2015년
  - 튀니지의 휴양지 수스의 해변에서 테러범이 총기를 난사해 최소 38명이 사망하는 등 다수의 사상자가 발생했다.
  - 미국 연방 대법원이 동성결혼을 합법화했다.
- 2020년 - KBS 장수 코너 개그콘서트가 방영이 종료되었다.

## 문화
- 1965년 - 서울 FM(현 KBS 쿨FM) 방송 시작.
- 1997년 - KBS 영상사업단 파파파 유치원 하나둘셋가 출시되다.
- 2016년 - 파나마 운하가 102년만에 확장 개통되었다.

## 탄생
- 1681년 - 스웨덴의 홀슈타인고토르프 공작부인 헤드비그 소피아 아브 스베리예 왕녀. (~1708년)
- 1730년 - 프랑스의 천문학자 샤를 메시에. (~1817년)
- 1819년 - 미국의 군인, 남북 전쟁 북군의 장군 애브너 더블데이. (~1893년)
- 1824년 - 영국의 수리물리학자, 공학자 제1대 켈빈 남작 윌리엄 톰슨 (~1907년)
- 1874년 - 미국의 야구인 톱시 하트셀. (~1944년)
- 1892년 - 미국의 소설가 펄 S. 벅. (~1973년)
- 1913년 - 대한민국의 한글학자 겸 시인 한갑수. (~2004년)
- 1920년 - 대한민국의 철학자 안병욱. (~2013년)
- 1931년
  - 대한민국의 역사학자 강덕상. (~2021년)
  - 대한민국의 작가 김경란. (~2023년)
  - 대한민국의 영화감독 이민정. (~1961년)
- 1933년
  - 대한민국의 군인 이상훈. (~2023년)
  - 이탈리아의 지휘자 클라우디오 아바도. (~2014년)
- 1934년 - 미국의 작곡가 데이브 그루신.
- 1937년
  - 대한민국의 정치인 조경목. (~2024년)
  - 태국의 영화배우 솜밧 메타니. (~2022년)
- 1943년 - 대한민국의 성우 황원. (~2023년)
- 1946년 - 대한민국의 정치인 정영석. (~2024년)
- 1948년 - 불가리아의 역도인 노라이르 누리캰. (~2025년)
- 1952년 - 김정은의 모친 고용희. (~2004년)
- 1957년 - 대한민국의 정치인 오병윤.
- 1964년 - 핀란드의 자동차 경주 선수 톰미 매키넨.
- 1966년
  - 프랑스의 배우 대니 분.
  - 노르웨이의 축구 심판 톰 헨닝 외브레뵈.
  - 대한민국의 성우 김혜미.
  - 일본의 성우 미나구치 유코.
- 1967년 - 대한민국의 방송인 허수경.
- 1968년
  - 이탈리아의 전 축구 선수 파올로 말디니.
  - 일본의 성우 치바 잇신.
  - 아이티의 제42대 대통령 조브넬 모이즈. (~2021년)
- 1969년 - 영국의 밴드 콜린 그린우드.
- 1970년
  - 일본의 만화가 코노미 타케시.
  - 미국의 영화 감독 폴 토머스 앤더슨.
  - 미국의 배우 닉 오퍼먼.
  - 미국의 랩가수 어브 가티. (~2025년)
  - 소련의 전 리듬체조 선수 마리나 로바치.
- 1971년 - 대한민국의 연극배우 김진.
- 1972년
  - 대한민국의 야구 선수 강인권.
  - 필리핀의 권투 선수 로엘 벨라스코.
- 1973년 - 대한민국의 전 농구 선수, 농구코치 전희철.
- 1974년
  - 대한민국의 성우 김혜주.
  - 대한민국의 배우 이필모.
  - 미국의 야구 선수 데릭 지터.
  - 콩고민주공화국의 축구 선수장카송고 반자. (~2024년)
- 1976년
  - 대한민국의 축구 선수 최거룩.
  - 대한민국의 기자 김세의.
  - 우크라이나의 정치인, 기업인 알렉산드르 자하르첸코.
- 1977년
  - 잉글랜드의 배우 줄레이카 로빈슨.
  - 영국의 영화편집자 제이크 로버츠.
  - 대한민국의 작가 김현영.
- 1978년 - 대한민국의 배우 최규환.
- 1979년
  - 일본의 성우 미즈하라 가오루.
  - 대한민국의 전 기자, 아나운서 전종환.
  - 대한민국의 만화가 정철연.
  - 대한민국의 방송기자, 전 아나운서 전종환.
  - 미국의 싱어송라이터, 프로듀서 라이언 테더.
- 1980년 - 미국의 배우, 음악가 제이슨 슈워츠먼.
- 1981년
  - 대한민국의 축구 선수 김희호. (~2021년)
  - 일본의 성우 콘도 카나코.
- 1982년 - 대한민국의 쇼핑호스트 정수현.
- 1983년 - 브라질의 축구 선수 펠리피 멜루.
- 1984년
  - 대한민국의 야구 선수 박정준.
  - 대한민국의 배우 김동원.
  - 프랑스의 싱어송라이터 인딜라.
  - 미국의 배우 오브리 플라자.
  - 중화인민공화국의 영화배우 원장.
  - 일본의 전 축구 선수 마키 유키.
- 1985년
  - 대한민국의 배우 손은서.
  - 대한민국의 가수, 모델 김라나.
  - 이탈리아의 축구 선수 다니엘라 사바티노.
- 1986년
  - 대한민국의 가수, 배우 조정민.
  - 대한민국의 전직 스타크래프트 프로게이머 신정민.
  - 미국의 성우 브리트니 카바우스키.
  - 대한민국의 야구 선수 진해수.
  - 잉글랜드의 축구 선수 제이슨 펀천.
- 1987년
  - 프랑스의 축구 선수 사미르 나스리.
  - 대한민국의 배우 정하윤.
  - 그리스의 축구 선수 파나요티스 코네.
  - 대한민국의 레이싱 모델 이은혜.
- 1988년
  - 대한민국의 연극배우 채수연.
  - 대한민국의 전 배구 선수 최홍석. (~2024년)
  - 일본의 아이돌 나카니시 리나. (AKB48)
  - 프랑스의 펜싱 선수 쥘리앵 메르틴.
- 1989년 - 대한민국의 배우 한서진.
- 1990년
  - 대한민국의 배우 나무.
  - 대한민국의 작곡가 박성진.
  - 사우디아라비아의 축구 선수 야흐야 알셰흐리.
- 1991년
  - 일본의 성우 하나에 나츠키.
  - 대한민국의 래퍼 안수민.
- 1992년
  - 대한민국의 야구 선수 박준표.
  - 대한민국의 배우 최윤라.
  - 코스타리카의 축구 선수 조엘 캠벨.
  - 미국의 싱어송라이터 제넷 매커디.
  - 일본의 배우 호리이 아라타.
  - 프랑스의 농구 선수 뤼디 고베르.
- 1993년
  - 대한민국의 가수, 배우 박승연.
  - 미국의 가수 및 배우 아리아나 그란데.
  - 스페인의 축구 선수 아만다 삼페드로.
- 1994년
  - 대한민국의 래퍼 샵건.
  - 캐나다의 유도 선수 카트린 보슈맹피나르.
- 1995년 - 대한민국의 야구 선수 정주후.
- 1996년 - 대한민국의 가수 겸 배우 방수진 (와썹).
- 1997년
  - 대한민국의 가수 백예린.
  - 대한민국의 축구 선수 김시우.
  - 오스트레일리아의 배우 제이컵 엘로디.
- 1998년 - 대한민국의 인터넷 방송인 윤솜.
- 1999년 - 대한민국의 오버워치 프로게이머 게구리.
- 2000년 - 대한민국의 유튜버 원츄.
- 2001년
  - 벨라루스의 체조 선수 이반 리트비노비치.
  - 대한민국의 가수 정수.
- 2002년
  - 대한민국의 배우 이지우.
  - 대한민국의 배우 안은정.
- 2003년
  - 대한민국의 가수 수연이.
  - 대한민국의 아이돌 채린.
- 2005년
  - 네덜란드의 공주 네덜란드 공주 알렉시아.
  - 대한민국의 배우 이장경.
  - 잉글랜드의 축구 선수 애슐리 필립스.
- 2007년 - 대한민국의 가수 원희.

## 사망
- 1830년 - 영국의 국왕 조지 4세. (1762년~)
- 1922년 - 모나코의 생물학자 알베르 1세. (1848년~)
- 1936년 - 대한민국의 독립운동가 나창헌. (1896년~)
- 1943년 - 미국의 병리학자, 혈청학자 카를 란트슈타이너. (1868년~)
- 1949년 - 대한민국의 독립운동가 김구. (1876년~)
- 1946년 - 일본제국의 정치인 마쓰오카 요스케. (1880년~)
- 1962년 - 대한민국의 가수 남인수. (1918년~)
- 1984년 - 프랑스의 철학자 미셸 푸코. (1926년~)
- 1994년 - 대한민국의 독립운동가 이우석. (1896년~)
- 2003년 - 카메룬의 축구 선수 마르크비비앙 푀. (1975년~)
- 2005년 - 대한민국의 배우 김진해. (1941년~)
- 2007년 - 독일의 축구 선수 유프 데어발. (1927년~)
- 2011년 - 대한민국의 축구 선수 정정숙. (1982년~)
- 2012년 - 미국의 수영 선수 앤 커티스. (1926년~)
- 2014년 - 미국의 정치인 하워드 베이커 주니어. (1925년~)
- 2015년
  - 대한민국의 영화배우 진도희. (1949년~)
  - 러시아의 정치인 예브게니 프리마코프. (1929년~)
- 2016년 - 대한민국의 배우 김성민. (1973년~)
- 2019년
  - 프랑스의 영화배우 에디트 스코브. (1937년~)
  - 미국의 영화배우 맥스 라이트. (1943년~)
- 2020년
  - 대한민국의 트라이애슬론 선수 최숙현. (1998년~)
  - 미국의 영화배우 타린 파워. (1953년~)
  - 미국의 디자이너 밀튼 글레이저. (1929년~)
- 2022년 - 미국의 영화배우 메리 마라. (1960년~)
- 2023년
  - 대한민국의 정치인 김미정. (1970년~)
  - 영국의 영화배우 니콜라스 코스터. (1937년~)
  - 프랑스의 소설가 이자벨 라캉. (1954년~)
  - 대한민국의 기업인 안유수. (1930년~)
- 2024년
  - 일본의 배우, 성우 마츠노 타이키. (1967년~)
  - 독일의 물리학자 피터 암브루스터. (1931년~)
- 2025년
  - 미국의 영화배우 릭 허스트. (1946년~)
  - 미국의 언론인 빌 모이어스. (1934년~)
  - 아르헨티나의 음악가 랄로 시프린. (1932년~)

## 기념일
- 국기의 날: 루마니아
- 국군의 날: 아제르바이잔
- 국제 고문 피해자 지원의 날
- 국제 마약 남용 및 불법거래 반대의 날 (국제 마약 퇴치의 날)

## 같이 보기
- 전날: 6월 25일 다음날: 6월 27일 - 전달: 5월 26일 다음달: 7월 26일
- 음력: 6월 26일
- 모두 보기